# Малинівка (Ізюмський район)
Мали́нівка —  село в Україні, у Барвінківській міській громаді Ізюмського району Харківської області. Населення становить 276 осіб. До 2020 орган місцевого самоврядування — Гаврилівська сільська рада.

## Географія
Село Малинівка розташоване за 12 км від смт Близнюки, залізнична станція Дубове з декількома вантажними терміналами, примикає до села Енергетиків (Ізюмський район). Село знаходиться на початку балки Сухий Торець, по якій протікає струмок, один з витоків річки Сухий Торець. Біля села зроблена загата.

## Історія
Вважається, що село Малинівка було засновано у 1863—1864 роках. У 1864 році у власницькому селі Малинівка (Голодрабівка) «при вершині річки [Сухий] Торець» значилося 18 душ населення при 4 дворах. На плані генерального межування Ізюмського повіту, складеному після 1870 року, Малинівка «біля витоку річки Сухий Торець» значиться як село. Вказана Малинівка «у вершині балки Торець» і на карті Ф.Ф.Шуберта (1875 рік). Імовірно, на початку ХХ століття Малинівку також могли називати Крутоярівкою.
У 1869 році було відкрито рух по Курсько-Харково-Азовській залізниці, на якій були відкриті станції Надєждіне (Близнюки) і Гаврилівка. Перші письмові відомості про роздільний пункт при селі Малинівка — однойменну «полустанцію» — датовані 1883 роком. Нині це залізнична станція Дубове.
Станом на 1927 рік, на хуторі Малинівка проживало 192 особи, по роз'їзді Дубове  19 осіб; дворів було, відповідно, 35 і 6. На хуторі працював паровий млин і були організовані курси лікнепу. В залізничних будках №№ 876, 877, 878, 878-а, 878-б проживали 36 чоловік. У другій половині 1930-х років в Малинівці було 62 двори, що в 1,5 рази більше, ніж в 1927 році.
У 1970—1980-х роках в селі проживали 220 чоловік. Приросту населення в селі сприяли відкриття в Малинівці повноцінної станції Дубове після Другої світової війни, а також налагодження регулярного сполучення приміських поїздів на Близнюки, Лозову, Харків, Гаврилівку, Язикове, Гусарівку, Слов'янськ, Краматорськ (до 2014 року — до Горлівки, у 1962—2009 роках також на Мерцалове, Красноармійськ).
У 2005—2006 році в селі  Малинівка було відкрито Храм Сергія Радонезького, для чого було віддано будівлю місцевого клубу. Діти села Малинівка їздять шкільним автобусом до шкіл у селах Пригоже й Гаврилівка.
12 червня 2020 року, відповідно до Розпорядження Кабінету Міністрів України  № 725-р «Про визначення адміністративних центрів та затвердження територій територіальних громад Харківської області», увійшло до складу Барвінківської міської територіальної громади.
19 липня 2020 року, в результаті адміністративно-територіальної реформи та ліквідації Барвінківського району, село увійшло до складу Ізюмського району.

## Економіка
В селі діє молочно-товарна ферма.